# ماکسن کاپو
ماکسن کاپو (انگلیسی: Maxen Kapo؛ زادهٔ ۱۹ ژانویهٔ ۲۰۰۱) بازیکن فوتبال است.
وی همچنین در تیم ملی فوتبال زیر ۱۹ سال فرانسه بازی کرده‌است.